# Sankta Birgitta kyrka, Norrköping
Sankta Birgitta kyrka är en kyrkobyggnad i Norrköping, och församlingskyrka för Sankta Birgitta katolska församling inom katolska kyrkan. Fasaden är uppförd i grön marmor.

## Orgel
Den nuvarande orgeln byggdes på 1950-talet av Åkerman & Lunds Nya Orgelfabriks AB, Knivsta. Orgeln är pneumatisk.
| Manual I     | Manual II       | Pedal      | Koppel |
| Gedackt 8'   | Rörflöjt 8'     | Subbas 16' | I/P    |
| Principal 4' | Salicional 8'   | Borduna 8' | II/P   |
| Nachthorn 2' | Kvintadena 4'   |            | II/I   |
|              | Nasard 2 2⁄3'   |            |        |
|              | Principal 2'    |            |        |
|              | Mixtur 3-4 chor |            |        |
|              | Corno 8'        |            |        |